# Крушельницкая, Камилла Николаевна

Ками́лла Никола́евна Крушельни́цкая (1892, Барановичи — 27 октября 1937, урочище Сандармох под Медвежьегорском, Карельская АССР) — руководительница нелегального католического кружка в Москве в первой половине 1930-х годов. Деятельница Римско-католической церкви.

## Семья, образование, руководство кружком
Родилась в польской дворянской католической семье. Окончила гимназию, училась в Московском университете, жила в Москве, работала служащей в конторе Стальсбыта.
Была прихожанкой католического храма святого Людовика, духовной дочерью епископа Пия Эжена Невё. В своей квартире собирала знакомых, которые вели дискуссии на религиозные темы, читали Евангелие и католическую литературу. В 1932 в этих религиозных диспутах участвовала вышедшая из тюрьмы Анна Абрикосова (мать Екатерина).

## Арест и следствие
В июне 1933 г. Камилла Крушельницкая и участники её кружка были арестованы по обвинению в создании контрреволюционной монархической террористической организации. Одна из участниц кружка после непрерывных допросов, продолжавшихся четверо суток, дала показания о том, что под влиянием Камиллы Крушельницкой намеревалась совершить террористический акт. В то же время Крушельницкая держалась на допросах твёрдо, вину не признавала. Заявила следователю: 

Считаю себя противницей советской системы. Основной решающий момент — это отсутствие в Советской России гражданских свобод… Я, как верующая, считаю, что в Советской России открыто нельзя исповедовать свою веру. Церковь различных направлений преследуется, лучшие дети Церкви репрессируются.

## Заключение в Соловецком лагере
19 февраля 1934 приговорена к 10 годам лишения свободы и отправлена в Соловецкий лагерь особого назначения. Участвовала в тайных богослужениях. По словам осведомителя, она в разговорах с другими заключенными, 

сперва осторожно, а потом смелее пытается убедить … в том, что всё в СССР основано на лжи и подлости, всё обман, большевики отвергли Бога, идут по неправильному пути и губят человеческие души. Приводя примеры, указывая на миллионы «невинноосуждённых людей», томящихся в тюрьмах и лагерях, доказывая неправильность марксистско-ленинского учения и заявляя, что единственно правильный путь — это в познании Бога и истины.

В 1936 году в лагере вышла замуж за одного из заключённых, который оказался агентом НКВД и информировал лагерное начальство о её взглядах и деятельности. Обряд бракосочетания тайно совершил находившийся в заключении католический священник. Есть основания полагать, что Крушельницкая так и не узнала о предательстве своего мужа.

## Гибель
В 1937 была переведена на тюремный режим. 9 октября 1937 приговорена к расстрелу. 27 октября приговор был приведён в исполнение в урочище Сандармох.